# Євсюков Олександр Сергійович
Олександр Сергійович Євсюков (нар. 23 червня 1978, Українська РСР) — український футболіст, півзахисник.

## Життєпис
Вихованець клубу «Кривбас» (Кривий Ріг), кольори другої команди якої захищав в аматорських змаганнях. Футбольну кар'єру розпочав у клубі «Спортінвест» (Кривий Ріг). У сезоні 1996/97 років захищав кольори «Ниви» (Бершадь). Потім отримав запрошення від «Кривбасу», у футболці якого 28 квітня 1998 року дебютував у Вищій лізі (в поєдинку проти львівських «Карпат»). Влітку 2000 року залишив «Кривбас», після чого захищав кольори аматорських клубів. У лютому 2005 року знову потрапив до заявки «Кривбасу», але не зіграв за команду жодного матчу.

## Досягнення
- Вища ліга України
  -  Бронзовий призер (2): 1999, 2000

- Кубок України
  -  Фіналіст (1): 2000